# Saltos ornamentais nos Jogos Olímpicos de Verão da Juventude de 2014 - Plataforma 10m Moças
As provas de saltos ornamentais Plataforma 10m moças nos Jogos Olímpicos de Verão da Juventude de 2014 decorreram a 23 de Agosto de 2014 no Centro Olímpico de Desportos de Nanquim em Nanquim, China. A chinesa Wu Shengping venceu, seguida da Prata Zhiayi Loh, da Malásia, enquanto a mexicana Alejandra Orozco Loza conquistou o Bronze.

## Medalhistas
| Ouro   | CHN Wu Shengping          |
| Prata  | MAS Zhiayi Loh            |
| Bronze | MEX Alejandra Orozco Loza |

## Resultados da final
| Pos.              | Atleta                    | Pontos |
| ----------------- | ------------------------- | ------ |
| Medalha de ouro   | CHN Shengping Wu          | 526.20 |
| Medalha de prata  | MAS Zhiayi Loh            | 450.65 |
| Medalha de bronze | MEX Alejandra Loza        | 430.25 |
| 4                 | FRA Alais Kalonji         | 405.85 |
| 5                 | BRA Ingrid de Oliveira    | 399.60 |
| 6                 | EGY Maha Gouda            | 386.35 |
| 7                 | UKR Ganna Krasnoshlyk     | 375.80 |
| 8                 | USA Gracia Mahoney        | 375.25 |
| 9                 | COL Sara Carolina Beltran | 330.65 |
| 10                | BLR Katsiaryna Fitsner    | 299.00 |
| 11                | CAN Molly Carlson         | 296.00 |